# Januszkowa Baszta
Januszkowa Baszta – najwyższa ze skał na Januszkowej Górze we wsi Podlesie, w województwie małopolskim, w powiecie olkuskim, w gminie Olkusz. Jest widoczna ponad koronami drzew. Znajduje się na północno-zachodnim krańcu Płaskowyżu Ojcowskiego na Wyżynie Olkuskiej. 
Januszkowa Baszta zbudowana jest z twardych wapieni skalistych. Znajduje się w lesie na zachodnich zboczach Januszkowej Góry. Ma wysokość 12-20 m, ściany połogie, pionowe lub przewieszone z filarami i zacięciami. Jest na niej uprawiana wspinaczka skalna.

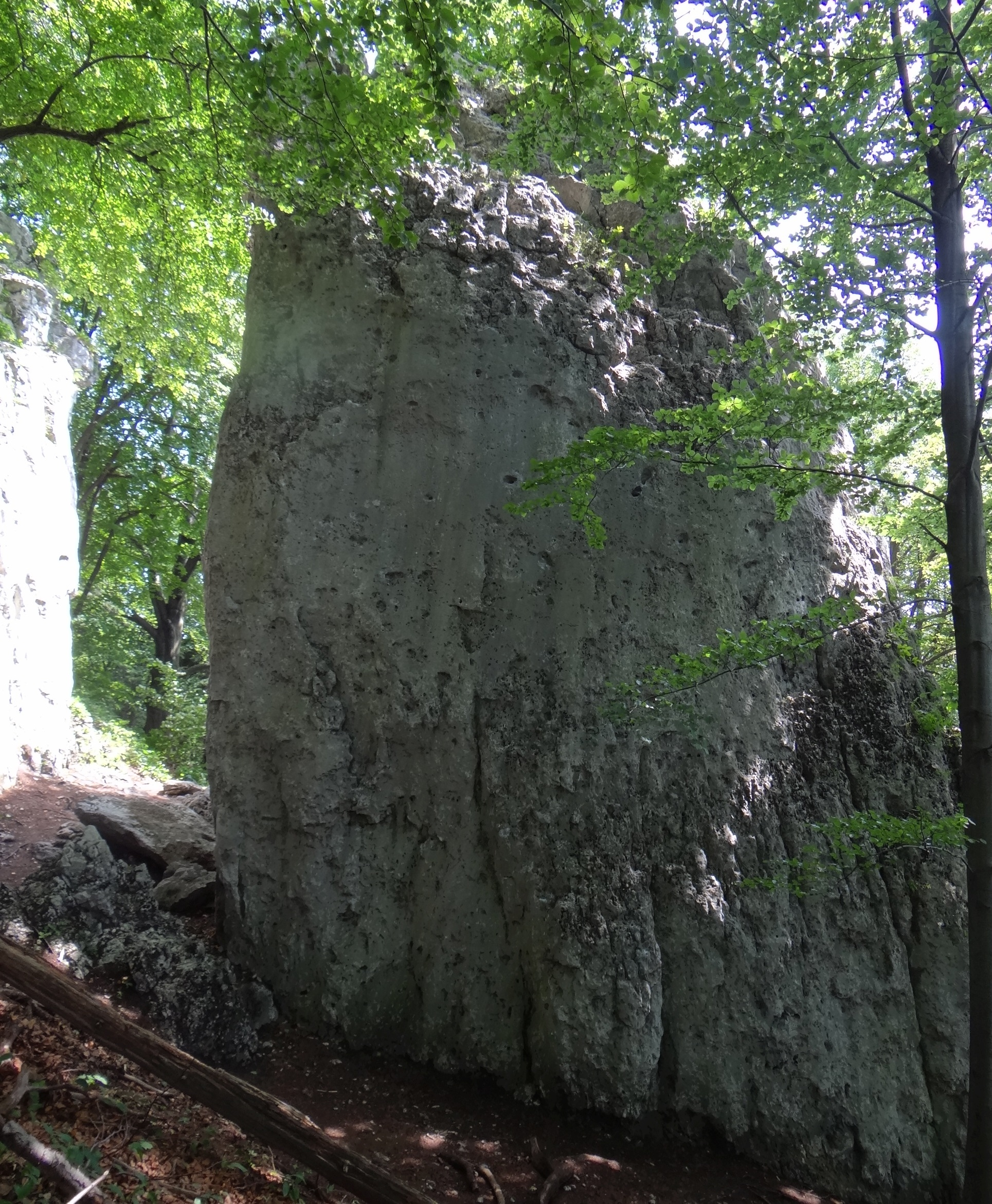
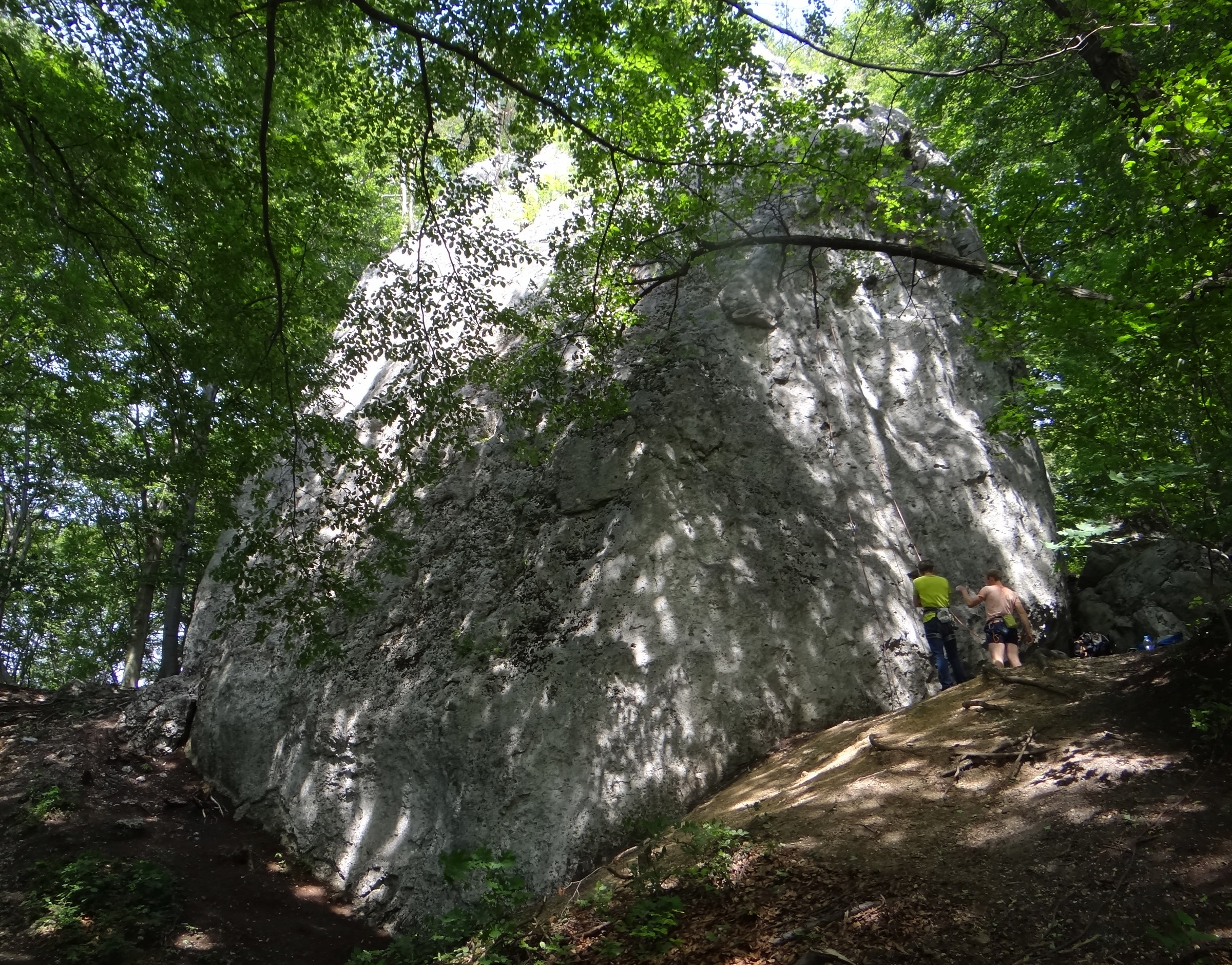
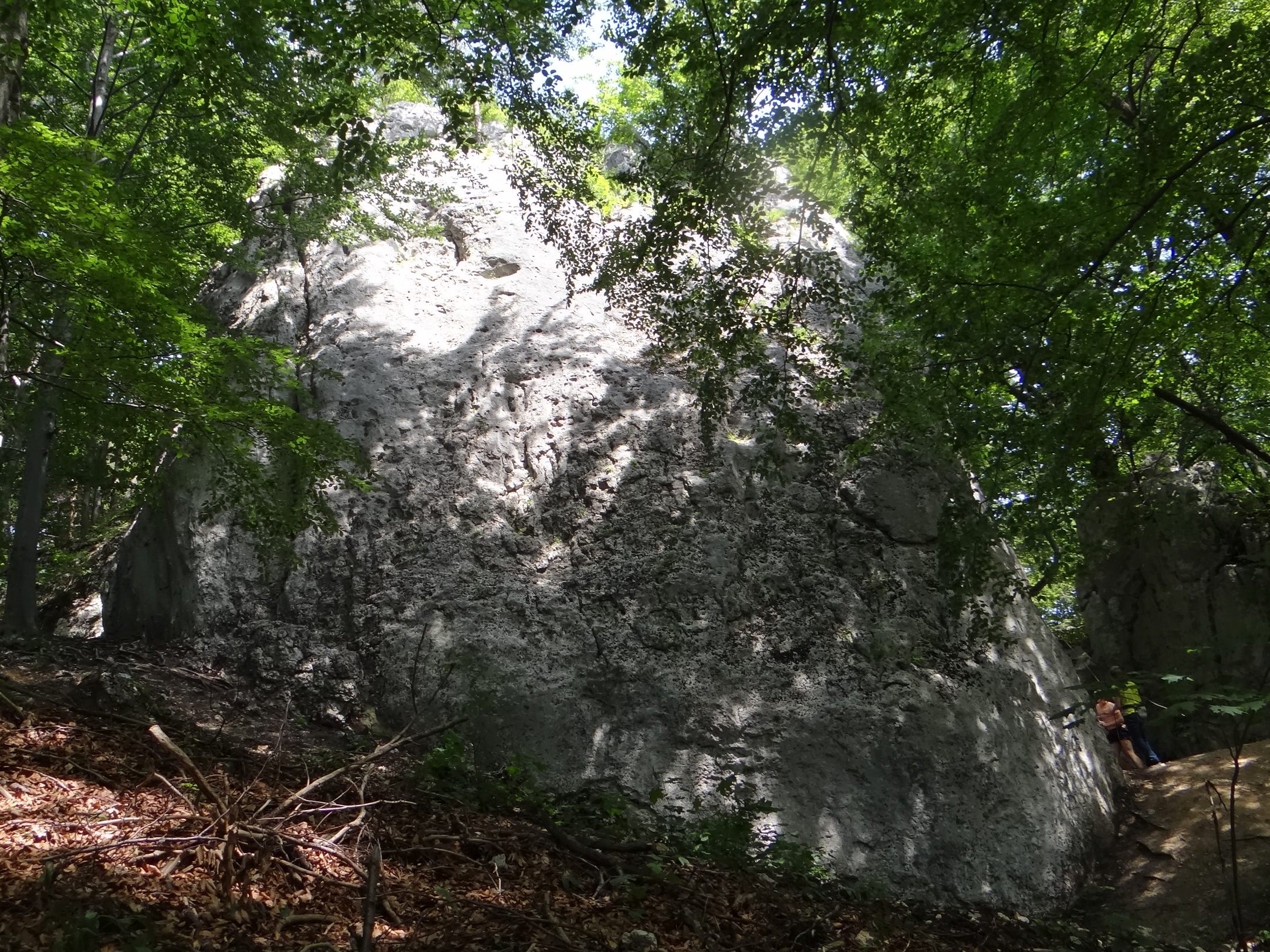
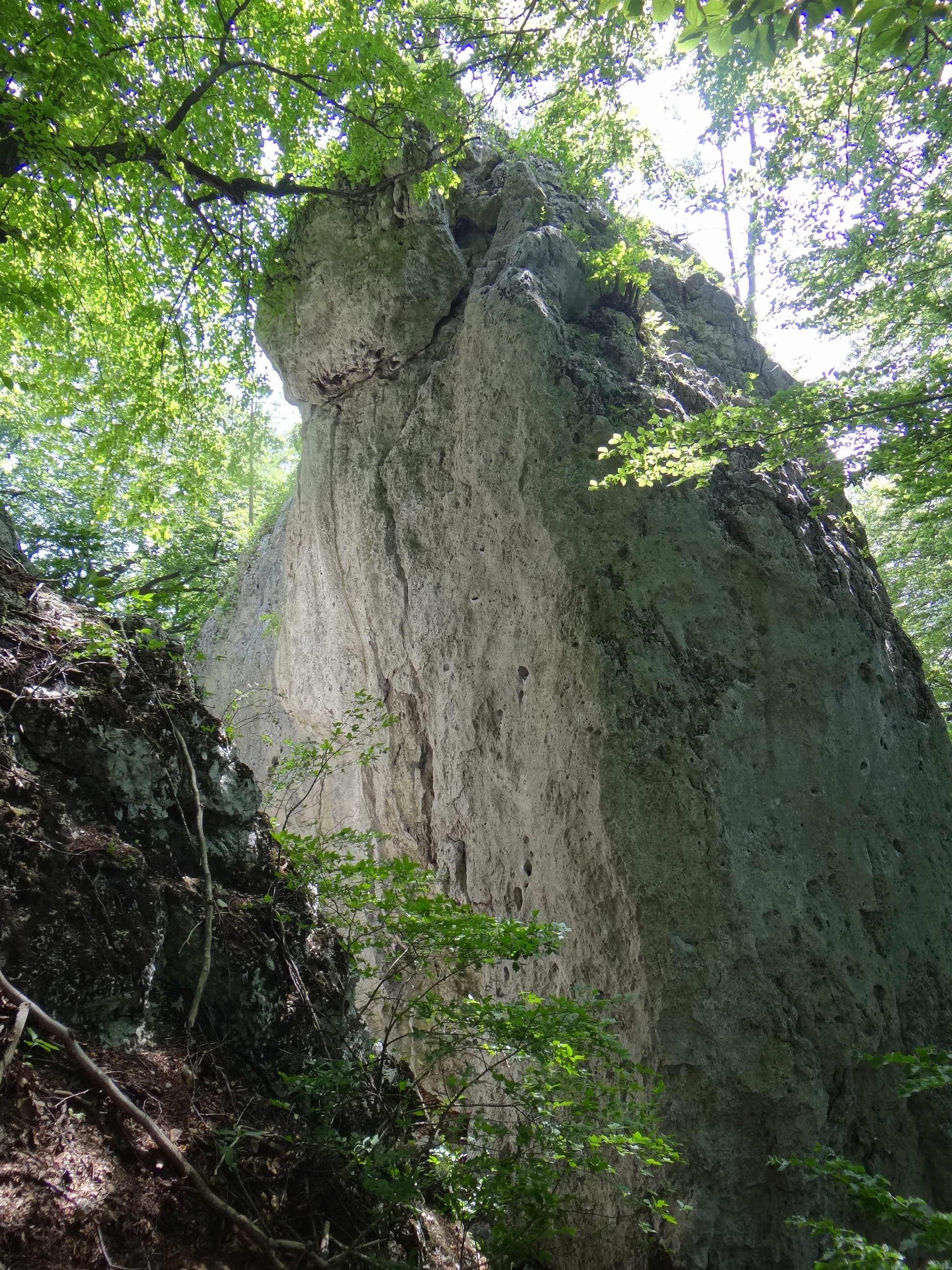

## Drogi wspinaczkowe
Na Januszkowej Baszcie jest 31 dróg wspinaczkowych o trudności od IV do VI.3+ w skali krakowskiej oraz jeden projekt. Wszystkie (prócz jednej czwórkowej). Jest na niej 31 dróg wspinaczkowych o trudności od IV do VI.3+ w skali krakowskiej. Wszystkie (prócz jednej czwórkowej) mają stałe punkty asekuracyjne: (3-8 ringów) (r) i mają stanowiska zjazdowe (st), ring zjazdowy (rz) lub dwa ringi zjazdowe (drz). Wystawa jest zróżnicowana, a skała znajduje się wśród drzew zapewniających cień.)

Januszkowa Baszta I
1. Mecz B klasy; 6r + ST 	V+, 18 m
2. Napisy końcowe; 7r + ST 	VI.1 	0.00 			18 m
3. Udany miot; 6r + ST 	VI.1+, 18 m
4. Kuracja dla goryla; 7r + ST 	VI.2, 18 m
5. Droga z happy endem; 7r + ST 	VI.2+, 18 m
6. Wzloty i podrygi; 8r + ST 	VI.4, 18 m

Projekt; 8r + ST, 20 m
1. Specjalność zakładu; 5r + st, VI.3, 13 m

Januszkowa Baszta II
1. Specjalność zakładu; 5r + st, VI.3, 13 m

Januszkowa Baszta III
1. Nikotynowy potworek; 4r + st, VI+, 12 m
2. Jogging; 4r + ST 	V+, 12 m
3. Zemsta Shitów; 4r + st, VI.1+, 12 m
4. Zemsta Shitów wariantem; 3r, VI+, 12 m

Januszkowa Baszta IV
1. Misja na Marsa; 4r + st, VI.2, 12 m
2. Solówka; 4r + st, VI+, 12 m
3. Nikt nie jest doskonały; 3r + drz, VI.3+, 12 m
4. My name is Bąk. James Bąk; 3r + st, VI.3+, 12 m

Januszkowa Baszta V
1. Filar templariuszy; 5r + st, VI.2, 12 m
2. Zakon krzyżowców; 4r + st, V+, 12 m
3. Gruppenfuhrer Bąk; 4r + st, 	VI+, 12 m
4. Caries media; 4r + st, V, 12 m
5. Śruby mocy; 4r + st, V, 12 m

Januszkowa Baszta; 13 m
1. Filarek ogrodników; 6r + st, V, 13 m
2. Kącik dekompresji psychicznej; 6r + st, V, 14 m
3. Suwenira zapomnienia; 7r + st, VI, 15 m
4. Teatr wyobraźni; 7r + st, VI.1, 18 m
5. Wstanie z łapy; 8r + st, VI.2,  19 m[3].